# Bartholomeus Breenbergh
Bartholomeus Breenbergh (Deventer, 13 novembre 1598 – Amsterdam, 5 ottobre 1657) è stato un pittore, incisore e disegnatore olandese del secolo d'oro.

## Biografia

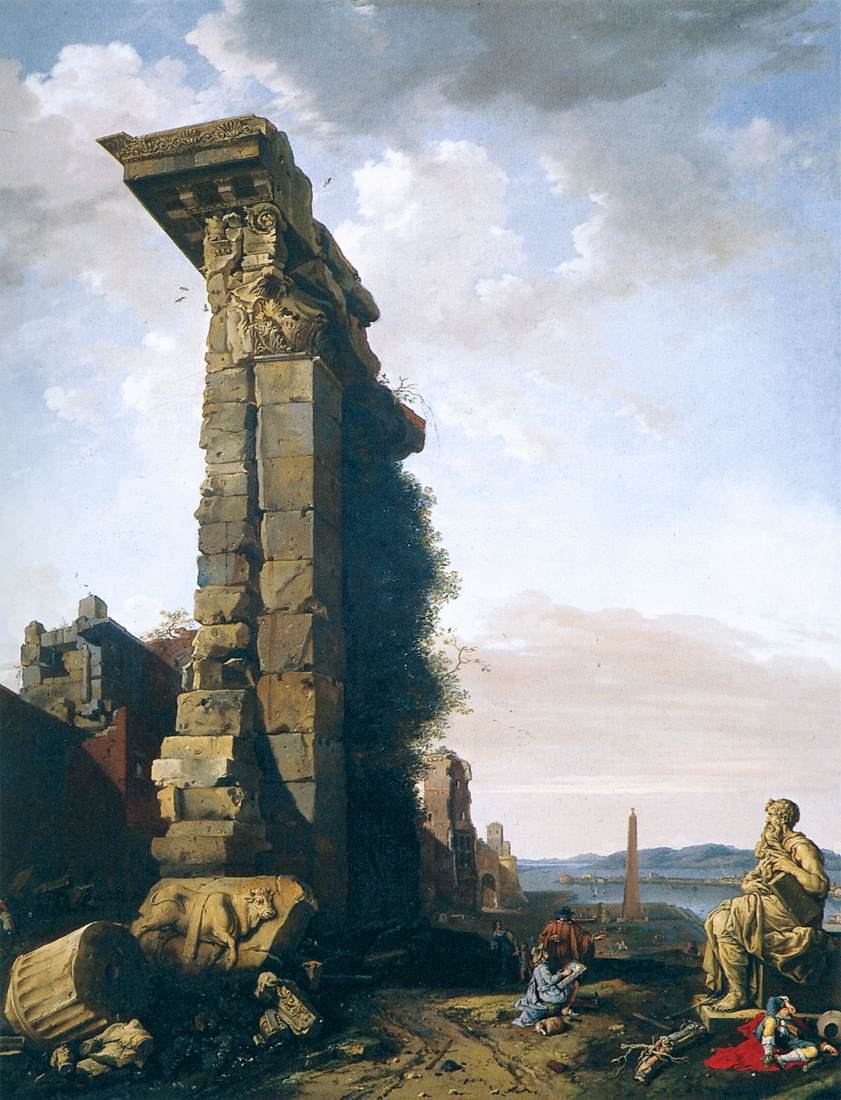
Veduta ideale con rovine romane, sculture e un porto (1650)

Era uno degli almeno otto figli di una facoltosa famiglia protestante di Deventer. Il padre era farmacista in questa città. Dopo la sua morte, avvenuta nel 1607, la famiglia lasciò Deventer per spostarsi presumibilmente ad Hoorn.
Si conosce poco degli anni iniziali della vita artistica di questo pittore. Dal momento che non vivevano artisti ad Hoorn presso la cui scuola Bartholomeus potesse imparare l'arte della pittura e che le sue prime opere rivelano l'influenza dei Pre-Rembrandtisti, si suppone che avesse eseguito il suo apprendistato in Amsterdam. Probabilmente fu allievo di Jacob Pynas proprio in questa città, dove è documentata la sua presenza nell'ottobre del 1619, dove rilasciò deposizione giurata. Secondo il Rijksbureau voor Kunsthistorische Documentatie, Breenbergh fu anche allievo di Pieter Lastman e Abraham Bloemaert.
Tra il 1619 e il 1629, visse a Roma, dove lavorò con Paul Brill, uno dei più influenti rappresentanti del tardo manierismo e ne copiò parecchie opere. Nello stesso periodo visse a Roma anche Cornelis van Poelenburch. Anch'egli fu fortemente ispirato dalle opere del Bril.
Sia Breenbergh che Poelenburch lavorarono nello stesso tempo allo studio della natura in modo innovativo, cioè ritraendo l'aspetto della campagna romana del tempo inondata dalla luce meridionale, evidenziando non solo il paesaggio naturale, ma anche utilizzando motivi architettonici, come rovine di epoca romana. Gli schizzi eseguiti mostrano una predilezione per gli effetti chiaroscurali drammatici.
Bartholomeus Breenbergh fu, assieme a Cornelis van Poelenburch, uno dei principali pittori paesaggisti appartenenti alla prima generazione dei Dutch Italianates.
La relazione artistica tra questi due pittori è particolarmente evidente nelle opere giovanili appartenenti al periodo in cui vissero entrambi a Roma e il loro stile così simile da rendere spesso difficile l'attribuzione delle opere all'uno o all'altro.
Dopo la partenza da Roma del Poelenburch nel 1625, per Breenbergh, rimasto in Italia, iniziò una nuova fase stilistica. Utilizzò nei suoi paesaggi angolazioni estreme e contrasti più marcati, con una gestione più libera del mezzo artistico. A questo periodo appartengono dodici schizzi della zona di Bracciano, presi dal 1624 al 1627 nelle proprietà del suo protettore il duca Paolo Giordano II Orsini. Ad esempio, in Veduta di Mugnano, si nota il punto di vista basso e particolarmente in diagonale, l'effetto chiaroscurale della luce intensa che bagna le case che sembrano sorgere dalla rupe scoscesa.
La maggior parte dei disegni di quest'artista furono prodotti durante il suo soggiorno romano, mentre la gran parte dei suoi dipinti e incisioni fu eseguita al suo ritorno nei Paesi Bassi.
Le opere di Bartholomeus Breenbergh si possono classificare in due distinti gruppi: quelle appartenenti al periodo romano, costituite da una serie di paesaggi italiani (Dutch Italianates) e quelle dipinte dopo il suo ritorno nei Paesi Bassi, ad Amsterdam, composte da paesaggi più severi e monumentali, spesso con soggetti storici, fortemente influenzate dai Pre-Rembrandtisti.
Inoltre, negli ultimi anni della sua carriera, passò alla pittura di figura.
Collaborò con Alexander Keirinckx e Pieter Potter. Fu affiliato alla Schildersbent, con il soprannome di Het Fret (il furetto).
Tra i suoi mecenati e collezionisti, vi furono Antoine Joseph Dezallier d'Argenville, John Maitland e Valerius Röver.

## Opere

### Dipinti
- Cristo e il centurione, olio su tavola, 78,7 x 129,5 cm[6]
- Paesaggio costiero con Saulo dopo la conversione, olio su tela, 62,2 x 138,4 cm[7]
- Paesaggio con il ritrovamento di Mosè, olio su rame, 18,5 x 25 cm, 1622, Hallwylska Museet, Stoccolma[4]
- Rovine delle mura della città, vicino a porta San Paolo, Roma, acquerello, 1625-1627, Christ Church Picture Gallery, Oxford[4]
- Elia e la vedova di Zarephath, olio su pannello, 28 x 49 cm, 1630 circa, collezione privata[4]
- Paesaggio con Agar e l'angelo alla sorgente, olio su rame, 38,1 x 32,1 cm, 1632, firmato[8]
- Paesaggio con il ritrovamento di Mosè, olio su pannello, 47,6 x 80,6 cm, 1633, firmato[4][9]
- Predica di san Giovanni Battista, olio su tavola, 55 x 75 cm, 1634, Metropolitan Museum of Art, New York[4]
- Veduta ideale con rovine romane, sculture e un porto, olio su tela, 116 x 89 cm, 1650 circa, Museo Thyssen-Bornemisza, Madrid[4]
- Giuseppe vende grano al popolo, olio su tela, 110,5 x 90 cm, 1655, Barber Institute of Fine Arts, Birmingham[4]

### Disegni
- Veduta di Mugnano, penna e pennello con inchiostro marron su gesso nero, 24,3 x 32,9 cm, 1624-1627, Duca Albert von Sachsen Teschen